# والت بياتكوسكي
والت بياتكوسكي (بالإنجليزية: Walt Piatkowski)‏ مواليد 11 يونيو 1945 في توليدو، هو لاعب كرة سلة أمريكي سابق. تم اختياره من قبل فريق غولدن ستايت ووريورز خلال الدرافت. يبلغ طوله 6 قدم 8 بوصة (2.0 م).

## روابط خارجية
- والت بياتكوسكي على موقع سبورتس رفرنس (الإنجليزية)
- والت بياتكوسكي على موقع كلية كرة السلة في سبورتس رفرنس.كوم (الإنجليزية)
- والت بياتكوسكي على موقع ريلجم (الإنجليزية)
- والت بياتكوسكي على موقع بروبوليرز (الإنجليزية)